# Coppa del Mondo di ginnastica artistica
Il circuito di Coppa del Mondo di ginnastica artistica è una competizione di ginnastica artistica organizzata dalla Federazione Internazionale di Ginnastica.

## Storia

### 1975-2008
Nel 1975, la Federazione Internazionale di Ginnastica (F.I.G. ) decise di organizzare una nuova competizione, riservata ai migliori ginnasti del momento. Bisogna ricordare che in quel periodo i Mondiali di artistica erano a cadenza quadriennale.
Questa nuova competizione fu chiamata «Coppa del Mondo di ginnastica». Era un evento singolo, che riuniva pochissimi ginnasti, costituito da una gara All-Around individuale e da una finale ad attrezzo, una formula che somigliava a quella dei gala di ginnastica.
Questa struttura fu mantenuta fino al 1990, anno in cui fu modificata l'organizzazione dei mondiali; nel 1997 la FIG aggiornò e aumentò gli appuntamenti del calendario internazionale, per cui scelse di organizzare una finale di Coppa del Mondo negli anni pari, e i Mondiali negli anni dispari.
Nel maggio 2008 la FIG decise di abolire le finali di Coppa del Mondo, a partire dal gennaio 2009.

### 2009-presente
Dal 2009 le Coppe del Mondo si dividono in 3 categorie:
• Coppe del Mondo all-around C-II
• Coppe del Mondo ad attrezzo C-III
• World Challenge Cup
Le Coppe del Mondo ad attrezzo e la World Challenge Cup sono aperte a qualsiasi ginnasta, mentre per accedere al circuito di Coppa del Mondo all-around si tengono in considerazione i risultati registrati ai Campionati del Mondo o alle Olimpiadi nell'anno precedente al circuito.
La partecipazione al concorso C II (All-around) è limitata ad otto ginnasti, mentre gli eventi C III (attrezzo) vedono la partecipazione di 12 ginnasti per attrezzo. È consentita la partecipazione di massimo di 2 ginnasti per paese (e per attrezzo in C III), come da regola "two-per-country".
La partecipazione dei ginnasti appartenenti alla Federazione ospitante è garantita con al massimo una wild card aggiuntiva per competizione, se necessario.
La competizione C II avviene senza qualifiche; alla competizione C III partecipano i migliori 8 ginnasti per attrezzo, in base alla classifica del turno di qualificazione preliminare.
Ad ogni tappa viene assegnato un determinato numero di punti ad ogni atleta, in base alla classifica. Alla fine del circuito ai migliori tre atleti vengono assegnate medaglie e un premio in denaro.

## Qualificazioni ai Giochi Olimpici di Tokyo 2020
Nel 2016 la FIG ha annunciato che i Circuiti di Coppa del Mondo C-II e C-III sarebbero serviti per qualificare ulteriori ginnasti alle Olimpiadi di Tokyo.
In particolare, i prime tre ginnasti del circuito all around avrebbero conquistato ognuno un pass (non nominativo se la propria nazione aveva già qualificato una squadra, nominativo in caso contrario) per la propria nazione. 
L'atleta migliore su ogni attrezzo nel circuito ad attrezzo avrebbe invece conquistato un pass nominativo, a condizione che l'atleta in questione non avesse fatto parte della squadra durante la competizione in cui la suddetta squadra aveva ottenuto la qualifica alle Olimpiadi (Stati Uniti, Russia e Cina ai Mondiali 2018; Francia, Canada, Paesi Bassi, Gran Bretagna, Italia, Giappone, Germania, Spagna e Belgio ai Mondiali 2019).
Per l'assegnazione dei pass attraverso il circuito all around si sarebbe tenuto conto delle 4 gare svolte durante la primavera 2020
(al momento del rinvio delle Olimpiadi si era già svolta solo la prima tappa, ovvero l'American Cup del 7 marzo 2020: la FIG decise di tenere comunque conto dei risultati di quest'ultima nell'ottica della qualificazione olimpica).
Nel 2021, in seguito al peggioramento della pandemia, le nazioni che avrebbero dovuto ospitare le restanti tappe rinunciarono a organizzare gli eventi: la FIG decise quindi di assegnare un pass non nominativo alle 3 nazioni che avevano ottenuto i punteggi più alti nelle qualificazioni dei Campionati del Mondo del 2019; i pass andarono quindi a Stati Uniti, Russia e Cina.
Per l'assegnazione dei 4 pass nominativi attraverso il circuito ad attrezzo si decise di tenere invece conto di tutte le tappe svolte nei 2 anni che avrebbero preceduto le Olimpiadi (2019-2020).

### Ginnaste qualificate attraverso le Coppe del Mondo ad attrezzo[4]
• Volteggio: Jade Carey 
• Parallele asimmetriche: Fan Yilin 
• Trave: Urara Ashikawa 
• Corpo libero: Vanessa Ferrari 

## Finali di Coppa del Mondo
| Anno | Edizione | Luogo      | Tipologia         |
| ---- | -------- | ---------- | ----------------- |
| 1975 | I        | Londra     | C II - All Around |
| 1977 | II       | Oviedo     | C II - All Around |
| 1987 | III      | San Paolo  | C II - All Around |
| 1979 | IV       | Tokyo      | C II - All Around |
| 1980 | V        | Toronto    | C II - All Around |
| 1982 | VI       | Zagabria   | C II - All Around |
| 1986 | VII      | Pechino    | C II - All Around |
| 1990 | VIII     | Bruxelles  | C II - All Around |
| 1998 | IX       | Sabae      | C III - Attrezzo  |
| 2000 | X        | Glasgow    | C III - Attrezzo  |
| 2002 | XI       | Stoccarda  | C III - Attrezzo  |
| 2004 | XII      | Birmingham | C III - Attrezzo  |
| 2006 | XIII     | San Paolo  | C III - Attrezzo  |
| 2008 | XIV      | Madrid     | C III - Attrezzo  |

## Edizioni 2009-presente

### Coppe del Mondo 2009
| Data            | Competizione                      | Località             |
| --------------- | --------------------------------- | -------------------- |
| Marzo 6–8       | Artistic FIG World Cup Cat. B     | Montreal, Canada     |
| Marzo 20–22     | 33rd Turnier der Meister Cat. B   | Cottbus, Germania    |
| Aprile 17–19    | 42nd Salamun Memorial Cat. B      | Maribor, Slovenia    |
| Maggio 15–17    | Glasgow Grand Prix Cat. A         | Glasgow, Regno Unito |
| Maggio 29–30    | World Stars Cat. A                | Mosca, Russia        |
| Settembre 28–30 | 2nd Artistic FIG World Cup Cat. A | Doha, Qatar          |
| Novembre 6–8    | Artistic FIG World Cup Cat. A     | Osijek, Croazia      |
| Novembre 11–13  | EnBW World Cup Cat. A             | Stoccarda, Germania  |

### Coppe del Mondo 2010
| Data                     | Competizione                       | Località             |
| ------------------------ | ---------------------------------- | -------------------- |
| 5–7 marzo                | Gymnix World Cup                   | Montreal, Canada     |
| 12–14 marzo              | Turnier Der Meister World Cup      | Cottbus, Germania    |
| 22–24 marzo              | Doha World Cup                     | Doha, Qatar          |
| 10–11 aprile             | Internationaux de France World Cup | Parigi, Francia      |
| 7–9 maggio               | Salamun Memorial World Cup         | Maribor, Slovenia    |
| 14–15 maggio             | Moscow World Cup                   | Mosca, Russia        |
| 18–20 giugno             | Porto World Cup                    | Porto, Portogallo    |
| 11–12 settembre          | Ghent World Cup                    | Gand, Belgio         |
| 28 settembre – 2 ottobre | Ostrava World Cup                  | Ostrava, Rep. Ceca   |
| 5–7 novembre             | Osijek World Cup                   | Osijek, Croazia      |
| 12–14 novembre           | DTB-Pokal World Cup                | Stoccarda, Germania  |
| 18–21 novembre           | Glasgow World Cup                  | Glasgow, Regno Unito |

### Coppe del Mondo 2011
| Date                 | Edizione                 | Luogo        | Tipologia         |
| -------------------- | ------------------------ | ------------ | ----------------- |
| 5 marzo              | American Cup             | Jacksonville | C II - All Around |
| 11–13 marzo          | Turnier Der Meister      | Cottbus      | C III - Attrezzo  |
| 19–20 marzo          | Internationaux de France | Parigi       | C III - Attrezzo  |
| 30 marzo - 1º aprile | Challenge Cup            | Doha         | C III - Attrezzo  |
| 14–17 aprile         | Grand Prix               | Glasgow      | C II - All Around |
| 13–14 maggio         | World Stars              | Mosca        | C III - Attrezzo  |
| 3–4 settembre        | Challenge Cup            | Gand         | C III - Attrezzo  |
| 23–25 settembre      | Salamun Memorial Cup     | Maribor      | C III - Attrezzo  |
| 4–6 novembre         | Challenge Cup            | Osijek       | C III - Attrezzo  |
| 12–13 novembre       | DTB Cup                  | Stoccarda    | C II - All Around |
| 26–27 novembre       | Nippon Budoukan          | Tokyo        | C II - All Around |
| 1–3 dicembre         | Grand Prix               | Ostrava      | C III - Attrezzo  |

### Coppe del Mondo 2012
| Date           | Edizione             | Luogo     | Tipologia         |
| -------------- | -------------------- | --------- | ----------------- |
| Marzo 3        | American Cup         | New York  | C II - All Around |
| Marzo 22–25    | Turnier der Meister  | Cottbus   | C III - Attrezzo  |
| Marzo 28–30    | Challenge Cup        | Doha      | C III - Attrezzo  |
| Aprile 7–8     | Challenge Cup        | Zibo      | C III - Attrezzo  |
| Aprile 27–29   | Grand Prix           | Osijek    | C III - Attrezzo  |
| Giugno 1–3     | Salamun Memorial Cup | Maribor   | C III - Attrezzo  |
| Giugno 9–10    | Challenge Cup        | Gand      | C III - Attrezzo  |
| Novembre 23–24 | Grand Prix           | Ostrava   | C III - Attrezzo  |
| Dicembre 1–2   | EnBW Turn WeltCup    | Stoccarda | C II - All Around |
| Dicembre 8     | Grand Prix           | Glasgow   | C II - All Around |

### Coppe del Mondo 2013
| Date                      | Edizione                 | Luogo            | Tipologia          |
| ------------------------- | ------------------------ | ---------------- | ------------------ |
| 2 marzo                   | American Cup             | Worcester        | C II - All Around  |
| 16–17 marzo               | Internationaux de France | La Roche-sur-Yon | C III - Attrezzo   |
| 21–24 marzo               | Turnier der Meister      | Cottbus          | C III - Attrezzo   |
| 27–29 marzo               | Challenge Cup            | Doha             | C III - Attrezzo   |
| 6–7 aprile                | World Cup                | Tokyo            | C III - All Around |
| 26–28 aprile              | World Challenge Cup      | Lubiana          | C III - Attrezzo   |
| 21–23 giugno              | Grand Prix               | Anadia           | C III - Attrezzo   |
| 13–15 settembre           | Grand Prix               | Osijek           | C III - Attrezzo   |
| 30 novembre - 1º dicembre | EnBW Turn WeltCup        | Stoccarda        | C II - All Around  |
| 7 dicembre                | Grand Prix               | Glasgow          | C II - All Around  |

### Coppe del Mondo 2014
| Date                  | Edizione            | Località   | Tipo               |
| --------------------- | ------------------- | ---------- | ------------------ |
| 1º marzo              | American Cup        | Greensboro | C II - All Around  |
| 13-16 marzo           | Turnier der Meister | Cottbus    | C III - Attrezzo   |
| 26-28 marzo           | World Challenge Cup | Doha       | C III - Attrezzo   |
| 5-6 aprile            | World Cup           | Tokyo      | C III - All Around |
| 17-20 aprile          | World Challenge Cup | Lubiana    | C III - Attrezzo   |
| 25-27 aprile          | World Challenge Cup | Osijek     | C III - Attrezzo   |
| 29 maggio - 1º giugno | World Challenge Cup | Anadia     | C III - Attrezzo   |
| 23-24 agosto          | World Challenge Cup | Gand       | C III - Attrezzo   |
| 23-24 agosto          | World Challenge Cup | Medellín   | C II - All Around  |
| 29-30 novembre        | World Challenge Cup | Stoccarda  | C II - All Around  |
| 6 dicembre            | World Challenge Cup | Glasgow    | C III - Attrezzo   |

### Coppe del Mondo 2015
| Date            | Edizione                                  | Località  | Tipo              |
| --------------- | ----------------------------------------- | --------- | ----------------- |
| 7 marzo         | American Cup - World Cup                  | Arlington | C II - All Around |
| 19-22 marzo     | Turnier der Meister - World Challenge Cup | Cottbus   | C III - Attrezzo  |
| 25-27 marzo     | World Challenge Cup                       | Doha      | C III - Attrezzo  |
| 3-5 aprile      | World Challenge Cup                       | Lubiana   | C III - Attrezzo  |
| 1-3 maggio      | World Challenge Cup                       | San Paolo | C III - Attrezzo  |
| 7-9 maggio      | World Challenge Cup                       | Varna     | C III - Attrezzo  |
| 21-24 maggio    | World Challenge Cup                       | Anadia    | C III - Attrezzo  |
| 17-20 settembre | World Challenge Cup                       | Osijek    | C III - Attrezzo  |

### Coppe del Mondo 2016
| Data                 | Edizione                                | Località              | Tipo              |
| -------------------- | --------------------------------------- | --------------------- | ----------------- |
| 19–21 febbraio       | AGF Trophy                              | Baku, Azerbaigian     | C III – Attrezzo  |
| 5 marzo              | American Cup                            | Newark, Stati Uniti   | C II – All Around |
| 12 marzo             | Glasgow World Cup                       | Glasgow, Regno Unito  | C II – All Around |
| 19–20 marzo          | DTB-Pokal World Cup                     | Stoccarda, Germania   | C II – All Around |
| 24–26 marzo          | Doha World Challenge Cup                | Doha, Qatar           | C III – Attrezzo  |
| 31 marzo – 3 aprile  | Turnier Der Meister World Challenge Cup | Cottbus, Germania     | C III – Attrezzo  |
| 8–10 aprile          | Ljubljana World Challenge Cup           | Lubiana, Slovenia     | C III – Atterzzo  |
| 28 aprile – 1 maggio | Osijek World Challenge Cup              | Osijek, Croazia       | C III – Attrezzo  |
| 13–15 maggio         | Varna World Challenge Cup               | Varna, Bulgaria       | C III – Attrezzo  |
| 20–22 maggio         | Sao Paulo World Challenge Cup           | San Paolo, Brasile    | C III – Attrezzo  |
| 23–26 giugno         | Anadia World Challenge Cup              | Anadia, Portogallo    | C III – Attrezzo  |
| 1–2 luglio           | Mersin World Challenge Cup              | Mersin, Turchia       | C III – Attrezzo  |
| 7–9 ottobre          | Szombathely World Challenge Cup         | Szombathely, Ungheria | C III – Attrezzo  |
| 17–20 novembre       | Turnier der Meister World Cup           | Cottbus, Germania     | C III – Attrezzo  |

### Coppe del Mondo 2017
| Data            | Competizione                                          | Località              | Tipo              |
| --------------- | ----------------------------------------------------- | --------------------- | ----------------- |
| 22–25 febbraio  | Melbourne World Cup                                   | Melbourne, Australia  | C III – Attrezzo  |
| 4 marzo         | American Cup                                          | Newark, Stati Uniti   | C II – All Around |
| 16–19 marzo     | Baku World Cup AGF Trophy                             | Baku, Azerbaigian     | C III – Attrezzo  |
| 18–19 marzo     | DTB-Pokal World Cup                                   | Stoccarda, Germania   | C II – All Around |
| 22–25 marzo     | Doha World Cup                                        | Doha, Qatar           | C III – Attrezzo  |
| 8 aprile        | London World Cup                                      | Londra, Regno Unito   | C II – All Around |
| 12–14 maggio    | Koper World Challenge Cup                             | Capodistria, Slovenia | C III – Attrezzo  |
| 18–21 maggio    | Osijek World Challenge Cup                            | Osijek, Croazia       | C III – Attrezzo  |
| 1–3 settembre   | Varna World Challenge Cup                             | Varna, Bulgaria       | C III – Attrezzo  |
| 8–10 settembre  | Szombathely World Challenge Cup                       | Szombathely, Ungheria | C III – Attrezzo  |
| 16–17 settembre | Internationaux de France or Paris World Challenge Cup | Parigi, Francia       | C III – Attrezzo  |
| 23–26 novembre  | Turnier der Meister or Cottbus World Challenge Cup    | Cottbus, Germania     | C III – Attrezzo  |

### Coppe del Mondo 2018

#### Circuito di coppe del mondo
| Data           | Località        | Competizione                                                     | Tipo              |
| -------------- | --------------- | ---------------------------------------------------------------- | ----------------- |
| Febbraio 22–25 | Melbourne       | World Cup                                                        | C III - Atterzzo  |
| Marzo 3        | Hoffman Estates | American Cup                                                     | C II - All-Around |
| Marzo 15–18    | Baku            | World Cup                                                        | C III - Atterzzo  |
| Marzo 17–18    | Stoccarda       | EnBW -DTB-Pokal FIG Individual All-Around World Cup 2018         | C II - All-Around |
| Marzo 21–22    | Birmingham      | World Cup                                                        | C II - All-Around |
| Marzo 21–24    | Doha            | World Cup                                                        | C III - Attrezzo  |
| Aprile 14      | Tokyo           | World Cup                                                        | C II - All-Around |
| Novembre 22–25 | Cottbus         | 43rd Turnier der Meister FIG Individual Apparatus World Cup 2018 | C III - Atterzzo  |

#### World Challenge Cup
| Data               | Località    | Competizione            | Tipo             |
| ------------------ | ----------- | ----------------------- | ---------------- |
| Maggio 24–27       | Osijek      | FIG World Challenge Cup | C III - Attrezzo |
| Maggio 31–Giugno 3 | Capodistria | FIG World Challenge Cup | C III - Attrezzo |
| Giugno 14–17       | Guimarães   | FIG World Challenge Cup | C III - Attrezzo |
| Luglio 6–8         | Mersin      | FIG World Challenge Cup | C III - Attrezzo |
| Settembre 21–23    | Szombathely | FIG World Challenge Cup | C III - Attrezzo |
| Settembre 29–30    | Parigi      | FIG World Challenge Cup | C III - Attrezzo |

### Coppe del Mondo 2019
Le competizioni evidenziate in verde sono qualificanti per le Olimpiadi.

#### Circuito di Coppe del mondo
| Data           | Località   | Competizione                                                     | Tipo              |
| -------------- | ---------- | ---------------------------------------------------------------- | ----------------- |
| Febbraio 21–24 | Melbourne  | World Cup                                                        | C III - Attrezzo  |
| Marzo 2        | Greensboro | American Cup                                                     | C II - All-Around |
| Marzo 14–17    | Baku       | World Cup                                                        | C III - Attrezzo  |
| Marzo 16–17    | Stoccarda  | EnBW -DTB-Pokal FIG Individual All-Around World Cup 2019         | C II - All-Around |
| Marzo 20–23    | Doha       | FIG World Cup 2019                                               | C III - Attrezzo  |
| Marzo 23       | Birmingham | World Cup                                                        | C II - All-Around |
| Aprile 7       | Tokyo      | World Cup                                                        | C II - All-Around |
| Novembre 21–24 | Cottbus    | 44th Turnier der Meister FIG Individual Apparatus World Cup 2019 | C III - Attrezzo  |

#### World Challenge Cup
| Data                  | Località    | Competizione            | Tipo             |
| --------------------- | ----------- | ----------------------- | ---------------- |
| Maggio 19–21          | Zhaoqing    | FIG World Challenge Cup | C III - Attrezzo |
| Maggio 23–26          | Osijek      | FIG World Challenge Cup | C III - Attrezzo |
| Maggio 30–Giugno 2    | Capodistria | FIG World Challenge Cup | C III - Attrezzo |
| Agosto 30–Settembre 1 | Mersin      | FIG World Challenge Cup | C III - Attrezzo |
| Settembre 6–8         | Szombathely | FIG World Challenge Cup | C III - Attrezzo |
| Settembre 14–15       | Parigi      | FIG World Challenge Cup | C III - Attrezzo |
| Settembre 19–22       | Guimarães   | FIG World Challenge Cup | C III - Attrezzo |

### Coppe del Mondo 2020
Le competizioni evidenziate in verde sono qualificanti per le Olimpiadi.

#### Circuito di Coppe del mondo
| Data                 | Località  | Competizione | Tipo              |
| -------------------- | --------- | ------------ | ----------------- |
| Febbraio 20–23, 2020 | Melbourne | World Cup    | C III - Attrezzo  |
| Marzo 7, 2020        | Milwaukee | American Cup | C II - All-Around |
| Marzo 12–15, 2020    | Baku      | World Cup    | C III - Attrezzo  |

#### World Challenge Cup
| Data              | Località    | Competizione            | Tipo             |
| ----------------- | ----------- | ----------------------- | ---------------- |
| Ottobre 1–4, 2020 | Szombathely | FIG World Challenge Cup | C III - Attrezzo |

#### Competizioni cancellate o rimandate causa Covid-19
| Data                | Località    | Competizione                                        | Tipo              |
| ------------------- | ----------- | --------------------------------------------------- | ----------------- |
| Giugno 26–28, 2020  | Mersin      | FIG World Challenge Cup                             | C III - Attrezzo  |
| Marzo 10–13, 2020   | Doha        | World Cup                                           | C III - Attrezzo  |
| Marzo 21–22, 2020   | Stoccarda   | EnBW -DTB-Pokal FIG Individual All-Around World Cup | C II - All-Around |
| Marzo 27, 2020      | Birmingham  | World Cup                                           | C II - All-Around |
| Maggio 2, 2020      | Tokyo       | World Cup                                           | C II - All-Around |
| Maggio 27–30, 2020  | Varna       | FIG World Challenge Cup                             | C III - Attrezzo  |
| Giugno 3–6, 2020    | Il Cairo    | FIG World Challenge Cup                             | C III - Attrezzo  |
| Giugno 10–13, 2020  | Osijek      | FIG World Challenge Cup                             | C III - Attrezzo  |
| Settembre 2–5, 2020 | Capodistria | FIG World Challenge Cup                             | C III - Attrezzo  |

### Coppe del Mondo 2021
Le competizioni evidenziate in verde sono qualificanti per le Olimpiadi.

#### Circuito di coppe del mondo
| Data                                               | Località | Competizione | Tipo             |
| -------------------------------------------------- | -------- | ------------ | ---------------- |
| Marzo 10–13, 2021 - rimandata al 23-26 giugno 2021 | Doha     | World Cup    | C III – Attrezzo |

#### World Challenge Cup
| Data                 | Località    | Competizione            | Tipo             |
| -------------------- | ----------- | ----------------------- | ---------------- |
| Maggio 27–30, 2021   | Varna       | FIG World Challenge Cup | C III – Attrezzo |
| Giugno 3–6, 2021     | Il Cairo    | FIG World Challenge Cup | C III – Attrezzo |
| Giugno 10–13, 2021   | Osijek      | FIG World Challenge Cup | C III – Attrezzo |
| Settembre 2–5, 2021  | Capodistria | FIG World Challenge Cup | C III – Attrezzo |
| Settembre 9–12, 2021 | Mersin      | FIG World Challenge Cup | C III – Attrezzo |

#### Competizioni cancellate causa Covid-19[10]
| Data                 | Località   | Competizione                                        | Tipo              | Fonte  |
| -------------------- | ---------- | --------------------------------------------------- | ----------------- | ------ |
| Febbraio 25–28, 2021 | Cottbus    | World Cup                                           | C III – Attrezzo  | [ 11 ] |
| Marzo 4–7, 2021      | Baku       | World Cup                                           | C III – Attrezzo  | [ 12 ] |
| Marzo 20–21, 2021    | Stoccarda  | EnBW -DTB-Pokal FIG Individual All-Around World Cup | C II – All-Around | [ 13 ] |
| Marzo 27, 2021       | Birmingham | World Cup                                           | C II – All-Around | [ 14 ] |
| Maggio 4, 2021       | Tokyo      | World Cup                                           | C II – All-Around | [ 15 ] |